# El Diouf 006
El Diouf 006 — метеорит-хондрит масою 1072 грам.